# IC 4484
IC 4484 ist eine Spiralgalaxie vom Hubble-Typ Sc im Sternbild Apus. Sie ist rund 191 Millionen Lichtjahre von der Milchstraße entfernt.
Entdeckt wurde das Objekt am 18. Juli 1900 von DeLisle Stewart.